# Garzewko
Garzewko (niem. Neu Garschen) – wieś na Warmii w Polsce położona w województwie warmińsko-mazurskim, w powiecie olsztyńskim, w gminie Jonkowo.
W latach 1975–1998 miejscowość administracyjnie należała do województwa olsztyńskiego.